# Andrew Barr

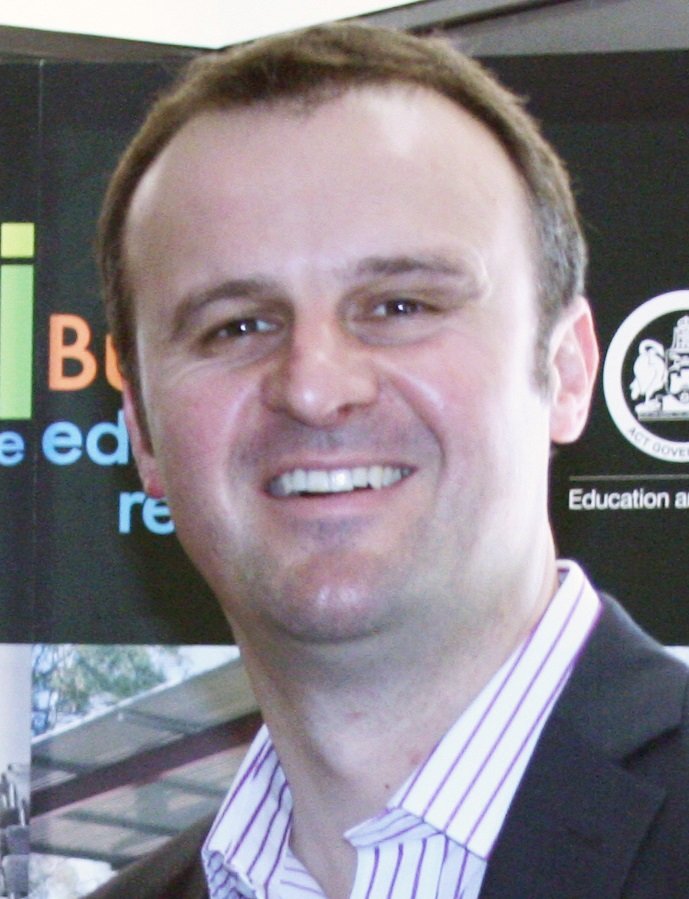
Andrew Barr

Andrew Barr (* 1973 in Lismore, New South Wales) ist ein australischer Politiker der Australian Labor Party.

## Leben
Barr studierte Politikwissenschaften, Ökonomie und Wirtschaftsgeschichte an der Australian National University. Seit dem 11. Dezember 2014 ist er als Nachfolger von Katy Gallagher Chief Minister des Australian Capital Territory. Zuvor war er als Nachfolger von Simon Corbell vom 16. Mai 2011 bis 11. Dezember 2014 Stellvertretender Chief Minister des Australian Capital Territory. Barr ist mit Anthony Toms verpartnert.